# Vincas Kęstutis Babilius
Vincas Kęstutis Babilius (* 23. Juli 1937 in Kaunas; † 24. Oktober 2003 in Vilnius) war ein litauischer Politiker.

## Leben
Von 1954 bis 1959 absolvierte er das Diplomstudium der Mechanik an der Fakultät für Maschinenbau des Kauno politechnikos institutas. Er arbeitete im Werk in Vilnius. Ab 1962 war er leitender Ingenieur und von 1982 bis 1996 Generaldirektor bei Vilniaus elektros matavimo technikos gamykla (Werk der Elektromesstechnik).
Von 1996 bis 1999 war er Wirtschaftsminister Litauens im Kabinett Vagnorius II (8. Regierung).
Er war Vizepräsident von Lietuvos pramonininkų konfederacija, Ratsvorsitzende von „Litimpeks“.